# For LP Fans Only
For LP Fans Only – kompilacyjny album Elvisa Presleya wydany przez wytwórnię RCA Victor 6 lutego 1959 r. Na płycie znalazło się dziesięć piosenek nagranych podczas różnych sesji między lipcem 1954 r. a październikiem 1956 roku. Na liście najlepszych albumów magazynu Billboard 200 płyta znalazła się na dziewiętnastym miejscu.

## Historia
Rozpoczęcie służby wojskowej przez Elvisa w 1958 r. oznaczało zniknięcie piosenkarza ze sceny muzycznej na dwa lata. Jego menadżer „Pułkownik” Tom Parker oraz wytwórnia RCA zdając sobie sprawę z zagrożeń wynikających z tak długiej przerwy, postanowili zrobić wszystko, by Elvis był ciągle obecny na rynku i w społecznej świadomości. Wydawali więc niepublikowane dotąd nagrania w formie singli i albumów kompilacyjnych. Ponieważ wszystkie dotychczasowe płyty Elvisa cieszyły się wielką popularnością, RCA postanowiła wydać kolejną z piosenkami, które wcześniej ukazały się jedynie jako single. Cztery z nich wypuściła jeszcze poprzednia wytwórnia Elvisa, Sun Records.

## Muzycy
1. Elvis Presley – wokal, gitara
2. Scotty Moore – gitara
3. Chet Atkins – gitara
4. Floyd Cramer – pianino
5. Shorty Long – pianino
6. Gordon Stoker – pianino, akompaniament
7. Bill Black – bas
8. D.J. Fontana – perkusja
9. Jimmie Lott – perkusja
10. Johnny Bernero – perkusja
11. The Jordanaires – akompaniament
12. Ben Speer – akompaniament
13. Brock Speer – akompaniament

## Lista utworów

### Strona A
| Utwór | Data nagrania | Tytuł             | Autor                            | Czas trwania |
| ----- | ------------- | ----------------- | -------------------------------- | ------------ |
| 1.    | 05.07.1954    | That’s All Right  | Arthur Crudup                    | 1:55         |
| 2.    | 03.02.1956    | Lawdy Miss Clawdy | Lloyd Price                      | 2:08         |
| 3.    | 11.07.1955    | Mystery Train     | Herman Parker Jr. i Sam Phillips | 2:24         |
| 4.    | 01.07.1956    | Playing for Keeps | Stan Kesler                      | 2:50         |
| 5.    | 24.08.1956    | Poor Boy          | Vera Matson i Elvis Presley      | 2:13         |

### Strona B
| Utwór | Data nagrania | Tytuł                              | Autor                                                      | Czas trwania |
| ----- | ------------- | ---------------------------------- | ---------------------------------------------------------- | ------------ |
| 1.    | 30.01.1956    | My Baby Left Me                    | Arthur Crudup                                              | 2:12         |
| 2.    | 11.01.1956    | I Was The One                      | Aaron Schroeder, Claude Demetrius, Hal Blair, Bill Peppers | 2:34         |
| 3.    | 03.02.1956    | Shake, Rattle & Roll               | Charles Calhoun                                            | 2:37         |
| 4.    | 05.03.1955    | I'm Left, You're Right, She's Gone | Stan Kesler i William E. Taylor                            | 2:36         |
| 5.    | 12.11.1954    | You're a Heartbreaker              | Jack Sallee                                                | 2:12         |